# Sumber Jaya (Timang Gajah)
Sumber Jaya is een bestuurslaag in het regentschap Bener Meriah van de provincie Atjeh, Indonesië. Sumber Jaya telt 1170 inwoners (volkstelling 2010).